# اقیانوس آرام
اقیانوس آرام بزرگ‌ترین و عمیق‌ترین اقیانوس در میان پنج اقیانوس کرهٔ زمین است. اقیانوس آرام از اقیانوس منجمد شمالی تا اقیانوس منجمد جنوبی (یا بسته به تعریف، تا قطب جنوب) امتداد دارد همچنین از شرق به قارهٔ آمریکا و از غرب به قارهٔ آسیا و استرالیا محدود شده است.
مساحت این گسترهٔ آبی ۱۶۵٬۲۵۰٬۰۰۰ کیلومتر مربع است که نزدیک به ۴۶ درصد از سطح آب‌های کره زمین و نزدیک به ۳۲ درصد از کل سطح کرهٔ زمین را می‌پوشاند. سطح اقیانوس آرام از مجموع کل مساحت خشکی‌های زمین (۱۴۸ میلیون کیلومتر مربع) بزرگ‌تر است. میانگین ژرفای اقیانوس آرام ۴۰۰۰ متر است. مرکز نیمکرهٔ آبی و نیمکرهٔ غربی هر دو در اقیانوس آرام جای دارد.
به این اقیانوس، «اقیانوس کبیر» نیز گفته می‌شود. نام اقیانوس آرام توسط دریانورد پرتغالی فردیناند ماژلان در سال ۱۵۲۰ میلادی بر روی این اقیانوس گذاشته شد. این اقیانوس پهناور به دو بخش شمالی و جنوبی تقسیم شده است.
عمیق‌ترین گودال دره‌ای دریایی جهان که درازگودال ماریانا نام دارد، با ژرفای ۱۱٬۰۳۴ متر در اقیانوس آرام قرار دارد.
غرب اقیانوس آرام دارای شمار زیادی دریای حاشیه‌ای بزرگ است؛ از جمله دریای جنوبی چین، دریای چین شرقی، دریای ژاپن، دریای اختسک، دریای فیلیپین، دریای مرجان، دریای جاوه و دریای تاسمان.

## مهاجرت‌های اولیه
در حدود سه هزار سال پیش از میلاد مسیح مردمی از تبار اقوام استرالزی ساکن تایوان به مهارت‌های ویژه‌ای دست یافته و موفق شدند به سفرهای دریایی دوردست با قایق روی بیاورند. این مردم از جزیرهٔ تایوان حرکت کرده و رفته‌رفته بیشتر جزیره‌های اقیانوس آرام را کشف و در آن‌ها سکونت گزیدند. این مردم از تایوان به سوی جنوب رفته و جمعیت و زبان خود را به فیلیپین، اندونزی و دریاهای جنوب شرق آسیا گسترش دادند. آن‌ها سفرهای اکتشافی خود را به سوی جنوب شرق ادامه داده و به گینه نو، ملانزی و میکرونزی رسیده و به سوی شرق تا پلی‌نزی رفتند. اقوام استرانزی به سوی غرب نیز تمامی عرض اقیانوس هند را هم پیموده و به ماداگاسکار رسیدند.

## بزرگ‌ترین دریاها
بزرگ‌ترین دریاهای حاشیه‌ای اقیانوس آرام:
- دریای میانه‌ای استرالزی – ۹٫۰۸۰ میلیون کیلومتر مربع
- دریای فیلیپین – ۵٫۶۹۵ میلیون کیلومتر مربع
- دریای مرجان – ۴٫۷۹۱ میلیون کیلومتر مربع
- دریای شیلی – ۳٫۶ میلیون کیلومتر مربع
- دریای جنوبی چین – ۳٫۵ میلیون کیلومتر مربع
- دریای تاسمان – ۲٫۳ میلیون کیلومتر مربع
- دریای برینگ – ۲ میلیون کیلومتر مربع
- دریای اختسک – ۱٫۵۸۳ میلیون کیلومتر مربع
- خلیج آلاسکا – ۱٫۵۳۳ میلیون کیلومتر مربع
- دریای چین شرقی – ۱٫۲۴۹ میلیون کیلومتر مربع
- دریای گراو – ۱٫۱۴ میلیون کیلومتر مربع
- دریای ژاپن – ۹۷۸٬۰۰۰ کیلومتر مربع
- دریای سلیمان – ۷۲۰٬۰۰۰ کیلومتر مربع
- دریای باندا – ۶۹۵٬۰۰۰ کیلومتر مربع
- دریای آرافورا – ۶۵۰٬۰۰۰ کیلومتر مربع
- دریای تیمور – ۶۱۰٬۰۰۰ کیلومتر مربع
- دریای زرد – ۳۸۰٬۰۰۰ کیلومتر مربع
- دریای جاوه – ۳۲۰٬۰۰۰ کیلومتر مربع
- خلیج تایلند – ۳۲۰٬۰۰۰ کیلومتر مربع
- خلیج کارپنتاریا – ۳۰۰٬۰۰۰ کیلومتر مربع
- دریای سلب – ۲۸۰٬۰۰۰ کیلومتر مربع
- دریای سولو – ۲۶۰٬۰۰۰ کیلومتر مربع
- دریای بیسمارک – ۲۵۰٬۴۰۰ کیلومتر مربع
- خلیج آنادیر – ۲۰۰٬۰۰۰ کیلومتر مربع
- دریای ملوک – ۲۰۰٬۰۰۰ کیلومتر مربع
- خلیج کالیفرنیا – ۱۶۰٬۰۰۰ کیلومتر مربع
- خلیج تونکین – ۱۲۶٬۲۵۰ کیلومتر مربع
- دریای هالماهرا – ۹۵٬۰۰۰ کیلومتر مربع
- دریای بوهای – ۷۸٬۰۰۰ کیلومتر مربع
- خلیج پاپوآ – ۷۰٬۴۰۰ کیلومتر مربع
- دریای کورو – ۵۸٬۰۰۰ کیلومتر مربع
- دریای بالی – ۴۵٬۰۰۰ کیلومتر مربع
- دریای ساوو – ۳۵٬۰۰۰ کیلومتر مربع
- دریای داخلی ستو – ۲۳٬۲۰۳ کیلومتر مربع
- دریای سالیش - ۱۸٬۰۰۰ کیلومتر مربع
- دریای سرام – ۱۲٬۰۰۰ کیلومتر مربع

## نگارخانه

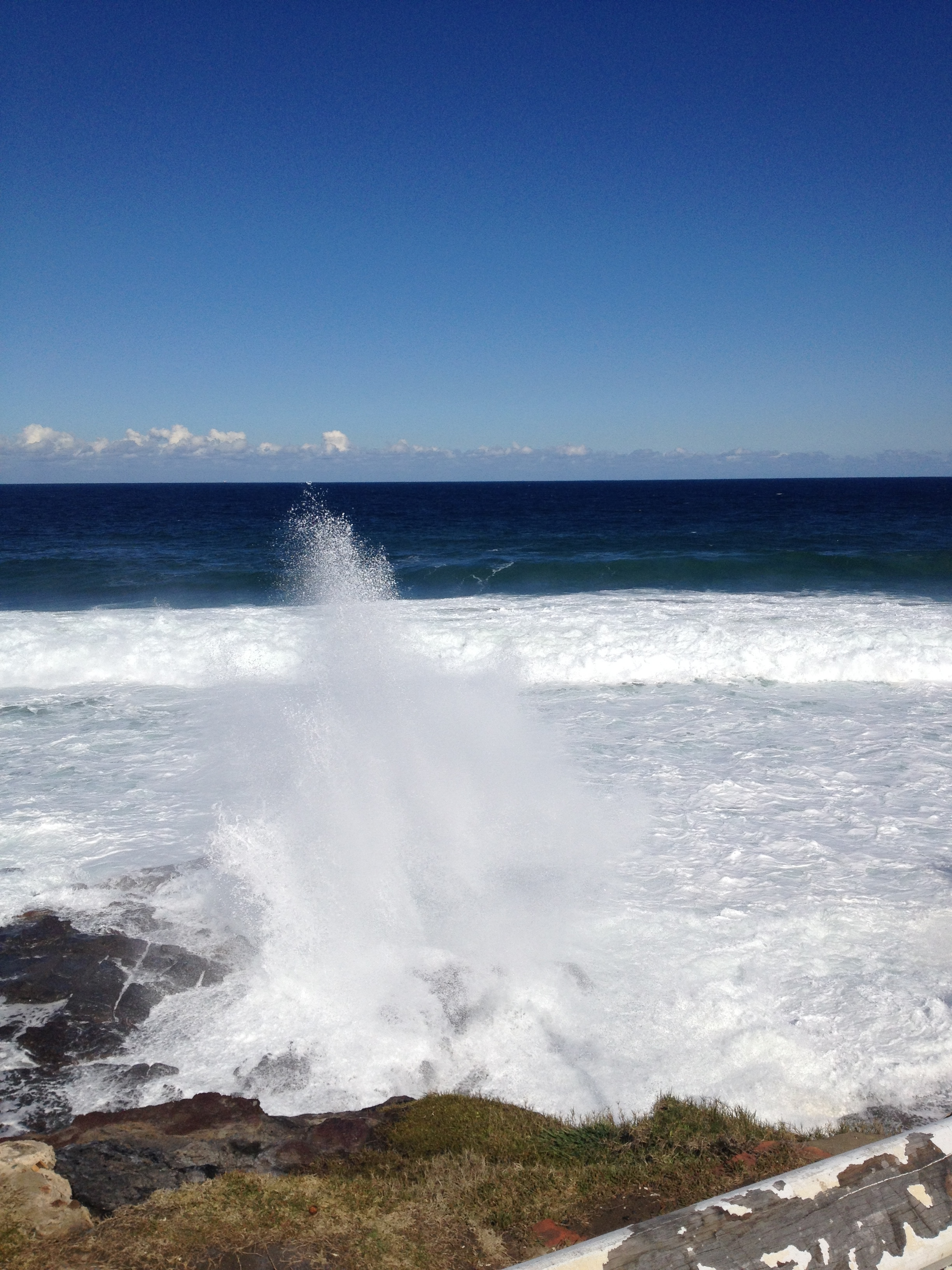
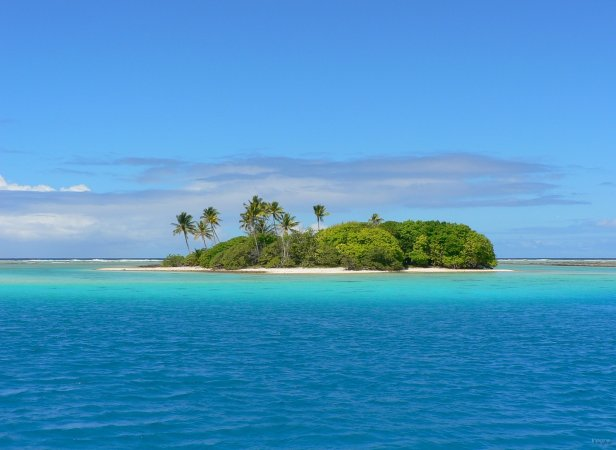
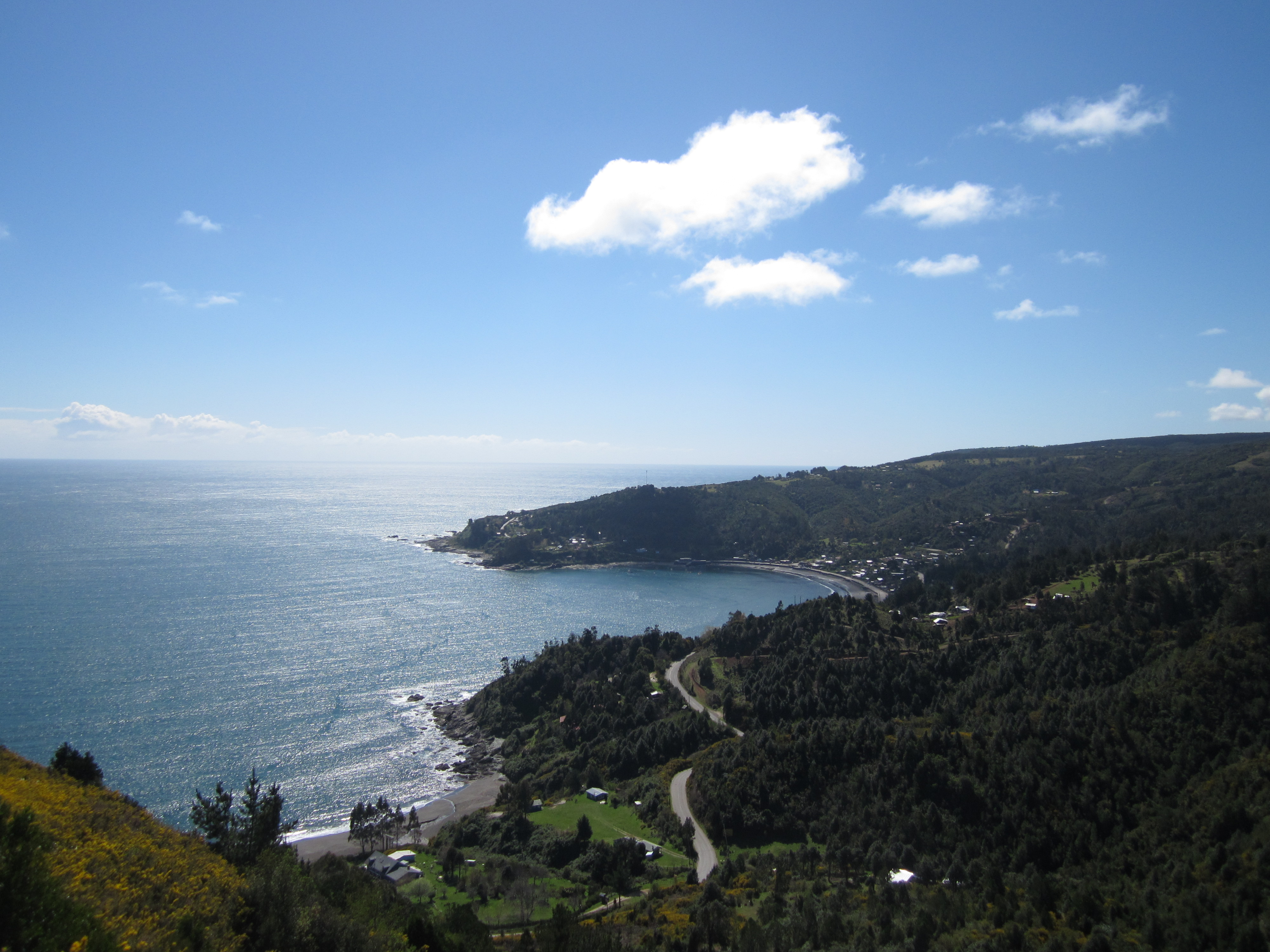
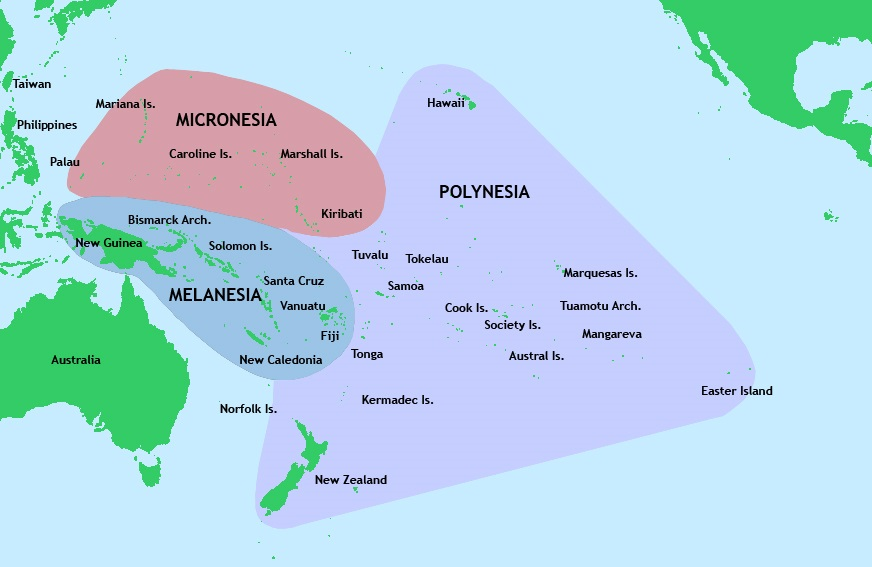
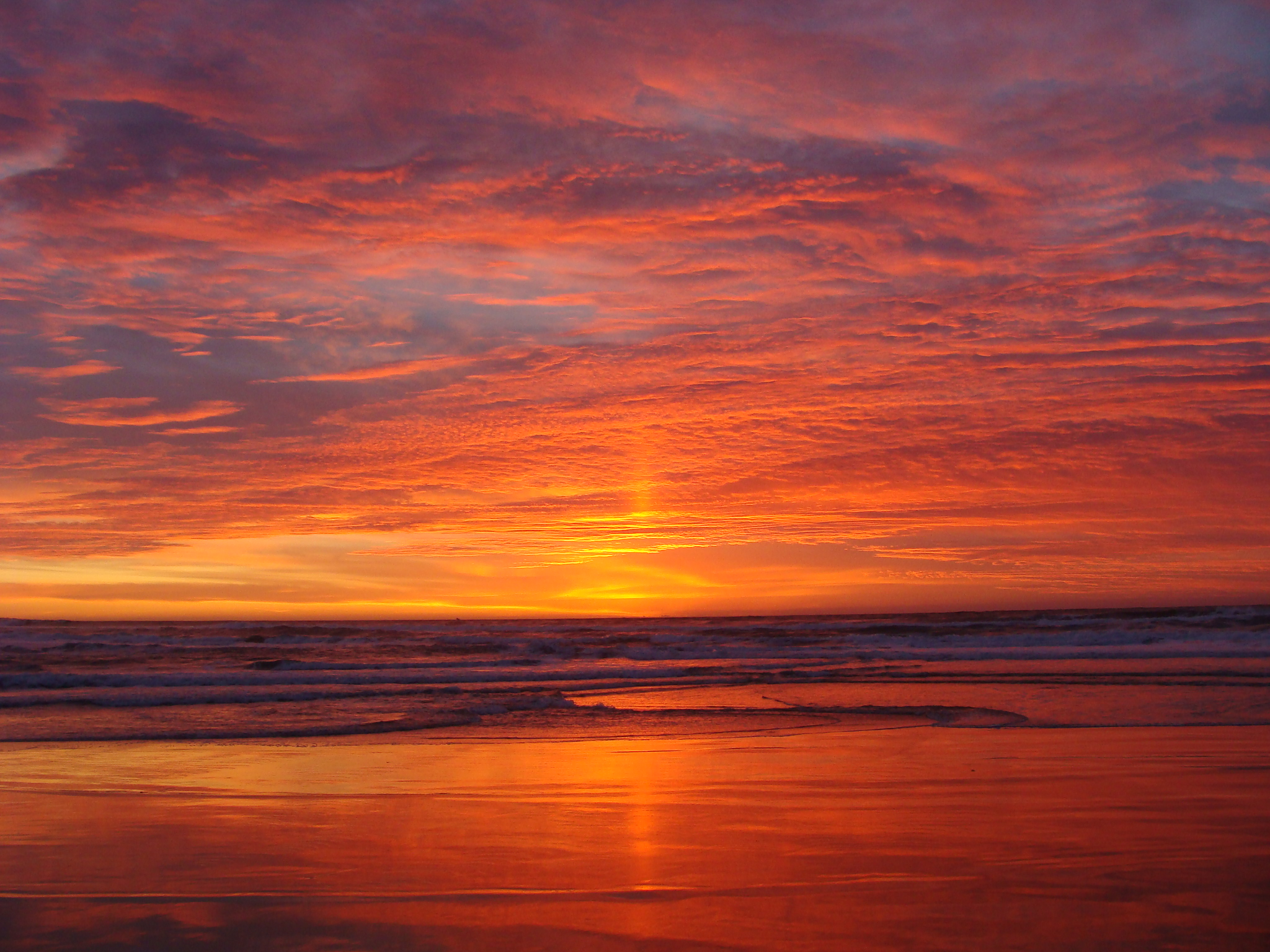
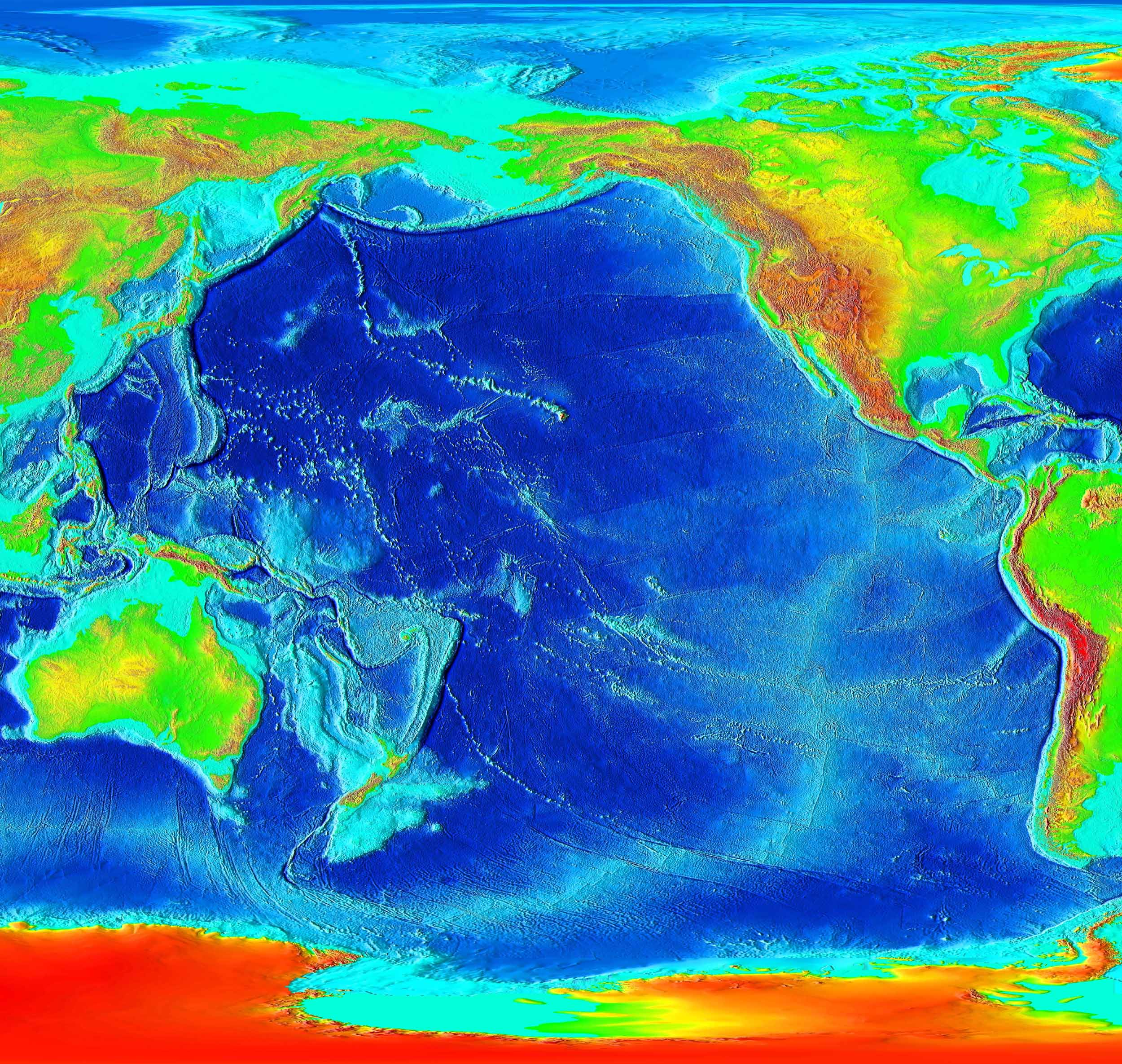
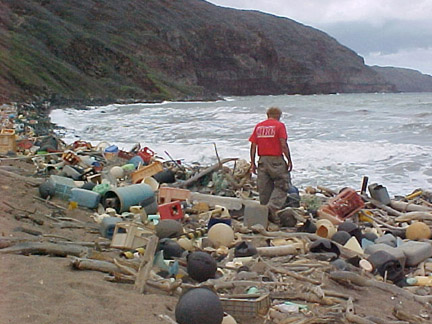

## کشورهای همجوار

### کشورهای مستقل
| - استرالیا - برونئی - کامبوج - کانادا - شیلی - چین - کلمبیا - کاستاریکا - تیمور شرقی - السالوادور - اکوادور | - فیجی - گواتمالا - هندوراس - اندونزی - ژاپن - کیریباتی - کره شمالی - کره جنوبی - مالزی - جزایر مارشال - مکزیک | - ایالات فدرال میکرونزی - نائورو - نیوزیلند - نیکاراگوئه - پالائو - پاناما - پاپوآ گینه نو - پرو - فیلیپین - روسیه | - ساموآ - سنگاپور - جزایر سلیمان - تایوان - تایلند - تونگا - تووالو - آمریکا - وانواتو - ویتنام |

### سرزمین‌ها
| - ساموآی آمریکا - جزایر کوک - پلی‌نزی فرانسه | - گوآم - هنگ کنگ - ماکائو | - کالدونیای جدید - نیووی - جزایر ماریانای شمالی | - جزایر پیت‌کرن - توکلائو - والیس و فوتونا |